# 교향곡 7번 (말러)
구스타프 말러(Gustav Mahler)의 교향곡 7번은 1904~05년에 작곡되었으며 악보가 반복적으로 수정되었다.

## 배경
1904년 말러는 지휘자로서 국제적인 성공을 거두었 지만 마침내 작곡가로서 국제적인 성공을 누리기 시작했다.
완성된 악보의 날짜는 1905년 8월 15일이었고 오케스트레이션은 1906년에 완료되었다. 그는 1906년 5월 초연을 위해 리허설하는 동안 교향곡 6번의 편성을 약간 변경하기 위해 7번을 따로 두었다. 7번은 1908년 9월 19일 프라하 에서 체코 필하모닉과 함께 프란츠 요제프 황제 다이아몬드 주빌리를 기념하는 축제에서 초연되었다.
악보 완성과 교향곡 초연 사이의 3년은 말러의 삶과 경력에서 극적인 변화를 목격했다. 1907년 3월 비엔나의 음악계가 그에게 등을 돌렸기 때문에 그는 빈 국립 오페라 극장 지휘자직을 사임했다. 7월 12일 그의 첫째 딸이 성홍열로 사망했다. 그리고 그녀가 임종을 앞두고 있는 동안에도 말러는 그가 치료할 수 없는 심장 질환을 앓고 있다는 사실을 알게 되었다. 음악학자  이것이 바로 이 교향곡의 낙관주의와 쾌활함이 초연에 앞서 몇 년 동안 말러가 만든 작지만 중요한 수정으로 인해 누그러진 이유라고 추측한다.

## 편성
그의 다른 교향곡(특히 5번과 6번)에서와 마찬가지로 말러의 독특한 악기 사용이 보인다. 오케스트라는 다음과 같이 구성된다.
- 목관악기: 피콜로, 플루트4(제4는 제2피콜로를 1악장에서 겸함), 오보에3, 잉글리시 호른, 내림 마조 클라리넷, 클라리넷(내림 나 및 가)3, 베이스 클라리넷, 바순3, 콘트라바순
- 금관악기: 호른4, 트럼펫3, 트롬본3, 튜바, 테너 호른(실제로는 바리톤 호른)
- 타악기: 팀파니4, 글로켄슈필, 큰북, 작은북(1악장에서만), 심벌즈, 트라이앵글, 카우벨(2악장에서는 무대 뒤와 앞 모두, 5악장에서는 무대 위에서만), 탬버린(4악장에서만), 탐탐, 루테(2·5악장에서만), 음정이 없는 종(5악장에서만)
- 현악기: 만돌린(4악장에서만), 기타(4악장에서만), 하프2, 제1·2바이올린, 비올라, 첼로, 더블베이스

## 구조
교향곡의 길이는 약 80분이다. 그러나 오토 클렘페러의 100분 길이의 매우 긴 녹음이 있다. 토론토 심포니 오케스트라와 함께한 헤르만 셰르헨의 또 다른 녹음은 68분이다.
작품은 5악장으로 이루어져 있다.

### I. Langsam – Allegro risoluto, ma non-troppo
운동은 소나타 형식이다. 테너호른이 연주하는 어두운 멜로디로 시작되는 B단조의 느린 도입부로 시작된다. .

### II. Nachtmusik I
알레그로 모데라토. 몰토 모데라토 ( 안단테 ) 다장조 - 다단조
두 개의 Nachtmusik 악장 중 첫 번째 악장은 Nachtwanderung ("밤의 산책")을 나타내는 것으로 알려져 있다. 이 운동을 모호하게 묘사한 말러는 그림 자체를 환기시키려는 의도는 아니었지만 렘브란트의 그림 야경(Night Watch)에 비유했다. 전반적으로 이 악장은 그로테스크하다. 일련의 행진과 춤, 자연주의적인 야행성 묘사를 통해 진행된다. 한 가지 주목할 만한 측면은 대칭적인 형태이다. (I)–(A)–(B)–(I/A)–(C)–(I/A)–(B)–(A)–(I) 구조를 따르는 론도이다. 여기서 (I)은 도입 부분이며 (I/A) 도입 음악과 (A) 주제를 결합한다.
두 번째 악장은 서로를 부르는 호른으로 시작된다.

### III. 스케르초
Schattenhaft. Fließend aber nicht zu schnell ("그림자 같은. 흐르지만 너무 빠르지 않다") D장조
3악장에 대한 밤의 기류가 있다. " 스케르초 "는 "농담"을 의미한다.

### IV. Nachtmusik II
안단테 아모로소 . F장조
4악장은 보다 친밀하고 인간적인 장면을 묘사한다. 아모로소 마킹과 감소된 악기( 트롬본, 튜바 및 트럼펫은 조용하고 목관악기는 절반으로 줄임)로 인해 이 악장은 "이 거대한 오케스트라 작업 속에 설정된 실내악의 긴 스트레치"로 설명되었다.

### V. 론도 피날레
타오르는 금관 악기와 결합된 거친 팀파니는 C 장조의 격렬한 마지막 악장을 위한 장면을 설정했다.
길고 힘든 1악장은 기분을 발전시키는 3개의 짧은 악장 후에 마침내 실질적인 "일광" 피날레로 동등해진다. 이 무브먼트는 8개의 변주곡이 결합된 론도이며 극적인 코다로 마무리된다. 리하르트 바그너의 뉘른베르크의 명가수 와 프란츠 레하르의 메리 위도우 의 패러디가 있다. 코다의 맨 끝을 포함하여 클라이막스 축적의 이상하고 갑작스러운 중단이 많이 있다. 질감은 대부분 진부한 내림차순 부서진 비늘 모티브를 기반으로 한다.